# Salaam Bombay!
Salaam Bombay! és una pel·lícula dramàtica britànica-francesa-índia, dirigida per Mira Nair, estrenada el 1988. La pel·lícula parla de la vida quotidiana dels nens del carrer a Bombai i aborda els temes de les drogues, la prostitució i el proxenetisme, alhora que ofereix una visió poc coneguda i realista de la societat índia. Va ser la segona pel·lícula índia nominada a l'Oscar a la millor pel·lícula en llengua estrangera.

## Sinopsi
Després d’anar a fer un encàrrec al poble veí, Krishna (Shafiq Syed), un nen de 10 anys, és abandonat pel director del circ on treballava. A Krishna només li queda una solució per poder tornar al seu poble després d’haver estat foragitat de casa seva: anar a Bombai per estalviar 500 rupies i així poder pagar el deute al seu germà per haver-li cremat la moto.
En arribar a Bombai, treballa com a venedor ambulant de te i aconsegueix ser acceptat pels nens que viuen al carrer. Es fa amic de Chillum (Raghuvir Yadav), un drogoaddicte narcotraficant al servei de Baba, el proxeneta del barri. També es relaciona amb la petita Manju (Hansa Vithal), filla de Baba i de Rekha (Aneeta Kanwar), una prostituta maltractada per Baba. Igualment, Krishna s'enamora de Solasaal (Chanda Sharma), de 16 anys, una verge segrestada al Nepal destinada a treballar al bordell.
Khrisna junt amb els seus amics, es veu involucrat en petits delictes per fer regals a Solassal o per ajudar a Chillum de la seva addicció a l’haixix. En saber-ho el seu cap, l'acomiada liquidant només la meitat de la quantitat que necessita per tornar al poble. Oculta les seves 250 rúpies a l'amagatall de Chillum, però més tard, aquest mor de sobredosi i Krishna descobreix que va robar-li els diners. Tot seguit, després de treballar en unes noces, es detingut per uns policies que li roben els guanys, i juntament amb Manju, són traslladats a penals infantils.
Quan observa que els altres joves del penal estan embogint, Krishna decideix fugir. Arriba a casa de la Rekha, desolada per haver perdut la custodia de la Manju i intentant fugir dels abusos de Baba. Quan Baba llença el ganivet en que intentava agredir-la, Krishna malfereix l’abusador i escapa amb la Rekha pels carrers bulliciosos, enmig d’una multitud que celebra un festival religiós dedicat a Ganesh, el déu amb cap d'elefant.

## Producció
Nair va inspirar-se en la realitat en que viuen els nens del carrer a Bombai. Segons la directora, també la va motivar el visionat de Pixote d’Hector Babenco, la pel·lícula brasilera sobre els infants de les faveles. "El primer dia de rodatge, vaig rebre la notícia que el nen actor que interpretava Pixote havia estat assassinat a trets pels carrers. Després d'aquest incident, vaig estar més convençuda a realitzar Salaam Bombay!, i vaig decidir compartir els dividends de la pel·lícula amb els nens del carrer." Després de la pel·lícula, el director i l'equip de rodatge van crear la fundació Salaam Baalak, una ONG que ajuda els infants de carrer.
Després de fer quatre documentals, Salaam Bombay! va ser el primer llargmetratge de Nair. La producció va començar a principis de 1988 i la pel·lícula va ser cofinançada per la National Film Development Corporation of India. Tots els nens que actuen a Salaam Bombay! són nens del carrer i un 80% de les escenes es van rodar als carrers de Bombai.
Amb un pressupost de producció de només 450.000 dòlars, després de ser estrenada a tot el món el 6 d'octubre de 1988, la pel·lícula va recaptar uns 7,4 milions de dòlars a la taquilla.

## Repartiment
- Shafiq Syed - Krishna/Chaipau
- Hansa Vithal - Manju
- Nana Patekar - Baba
- Anita Kanwar - Rekha
- Raghuvir Yadav - Chillum
- Chanda Sharma - Sola Saal
- Irrfan Khan - Escriptor de cartes
- Raju Barnad - Keera
- Chandrashekhar Naidu - Chungal
- Sarfuddin Quarrassi - Koyla
- Mohanraj Babu - Salim
- Sanjana Kapoor - Reporter

## Nominacions i premis
Nominada al oscar a la millor pel·lícula de parla no anglesa a la 61a edició dels Oscar, la pel·lícula va ser la segona de les tres representacions de l'Índia a aquest guardó. Abans havia estat Mother India (1957) de Mehboob Khan i posteriorment Lagaan (2001) de Ashutosh Gowariker.
Després del seu llançament inicial l'11 de maig de 1988 al Festival de Cannes de 1988, Salaam Bombay! va aconseguir un gran reconeixement de la crítica. Va guanyar la Càmera d'Or i el Premi del Públic al Festival de Canes. La pel·lícula també va guanyar el National Film Award a la millor pel·lícula en hindi, el National Board of Review Award a la millor pel·lícula en llengua estrangera i tres premis al Festival Internacional de Cinema de Montreal. La pel·lícula va estar a la llista de "Les 1.000 millors pel·lícules" del New York Times.